# Malhada de Pedras
Malhada de Pedras est une municipalité brésilienne de l'État de Bahia et la Microrégion de Brumado.